# Riu Togiak
El riu Togiak (en anglès Togiak River) és un riu de 77 quilòmetres de llargada que es troba al sud-oest de l'estat d'Alaska, Estats Units. El riu neix al llac Togiak a la Togiak Wilderness i flueix cap al sud-oest fins a la badia Togiak, a la badia de Bristol, uns tres quilòmetres a l'est de la vila de Togiak.
El riu és conegut per la pesca esportiva, amb bones captures de cinc varietats de salmó, així com de truites. La part alta del riu acull una gran varietat de fauna salvatge, amb ossos bruns, caribús, ants, àguiles i castors. Els viatges en vaixell per veure aquesta fauna són cada vegada més habituals.